# Vârful Urlea, Munții Făgăraș
Vârful Urlea este un vârf muntos situat în partea estică a munților Făgăraș, care are o altitudine de 2.473 m. Accesul pe vârf se face dinspre Fereastra Mare a Sâmbetei din Curmătura Mogoșului sau dinspre Cabana Urlea. Vârful nu se află în traseul de creastă și de aceea este necesar un efort suplimentar pentru a urca și coborî vârful propriu-zis.